# Каейрас
Каейрас (порт. Caieiras)  —  муниципалитет в Бразилии, входит в штат Сан-Паулу. Составная часть мезорегиона Агломерация Сан-Паулу. Находится в составе крупной городской агломерации Агломерация Сан-Паулу. Входит в экономико-статистический  микрорегион Франку-да-Роша. Население составляет 94 985 человек на 2006 год. Занимает площадь 95,894 км². Плотность населения — 990,5 чел./км².
Праздник города —  14 декабря.

## История
Город основан в 1958 году.

## Статистика
- Валовой внутренний продукт на 2003 составляет 665.291.158,00 реалов (данные: Бразильский институт географии и статистики).
- Валовой внутренний продукт на душу населения на 2003 составляет 7.911,94 реалов (данные: Бразильский институт географии и статистики).
- Индекс развития человеческого потенциала на 2000 составляет 0,813 (данные: Программа развития ООН).

## География
Климат местности: субтропический. В соответствии с классификацией Кёппена, климат относится к категории Cfb.